# Радиево
Радиево е село в Южна България. То се намира в община Димитровград, област Хасково.

## География
Местоположението на селото е в Южен централен район. Разстоянието до столицата София е 200,327 km. Намира се на 7 km северно от Димитровград и е общинска граница. На север селото граничи със Бял извор, което се намира в рамките на община Опан, област Стара Загора. Западно граничи с Бряст, източно е в съседство със селата Голямо и Малко Асеново. Това е най-голямото село по население в община Димитровград (1062 жители (към 01/01/2007 – НСИ)).

## Религии
Основна религия е християнството. Селото разполага със свой църковен храм, в който всеки жител от селото или всеки, който минава покрай него, може да се помоли и да намери утеха.

## Обществени институции
- Основно училище „Христо Смирненски“.

## Културни и природни забележителности
- Храм-паметник св. Архангел Михаил
- НЧ „Събуждане – 1927“

## Икономика
В Радиево живеят и работят много млади хора. В селото има цех за производство на спално бельо, сладкарски цех, няколко хранителни магазина, Комплекс с аквапарк и турски ресторант.

В селото има и фотоволтаична централа, която произвежда „слънчев ток“, която е изградена на мястото на бившия рудник „Миньор“. В миналото, в него работили почти цялото население.

## Личности
Родени
- Петър Желязков – хореограф по народни танци

## Редовни събития
- 8 ноември – Св. Архангел Михаил – на този ден всяка година в селото се прави събор.